# Ultra Super Pictures
Ultra Super Pictures (яп. 株式会社ウルトラスーパーピクチャーズ Кабусики-гайся Урутора-су:па:-пикутя:дзу)

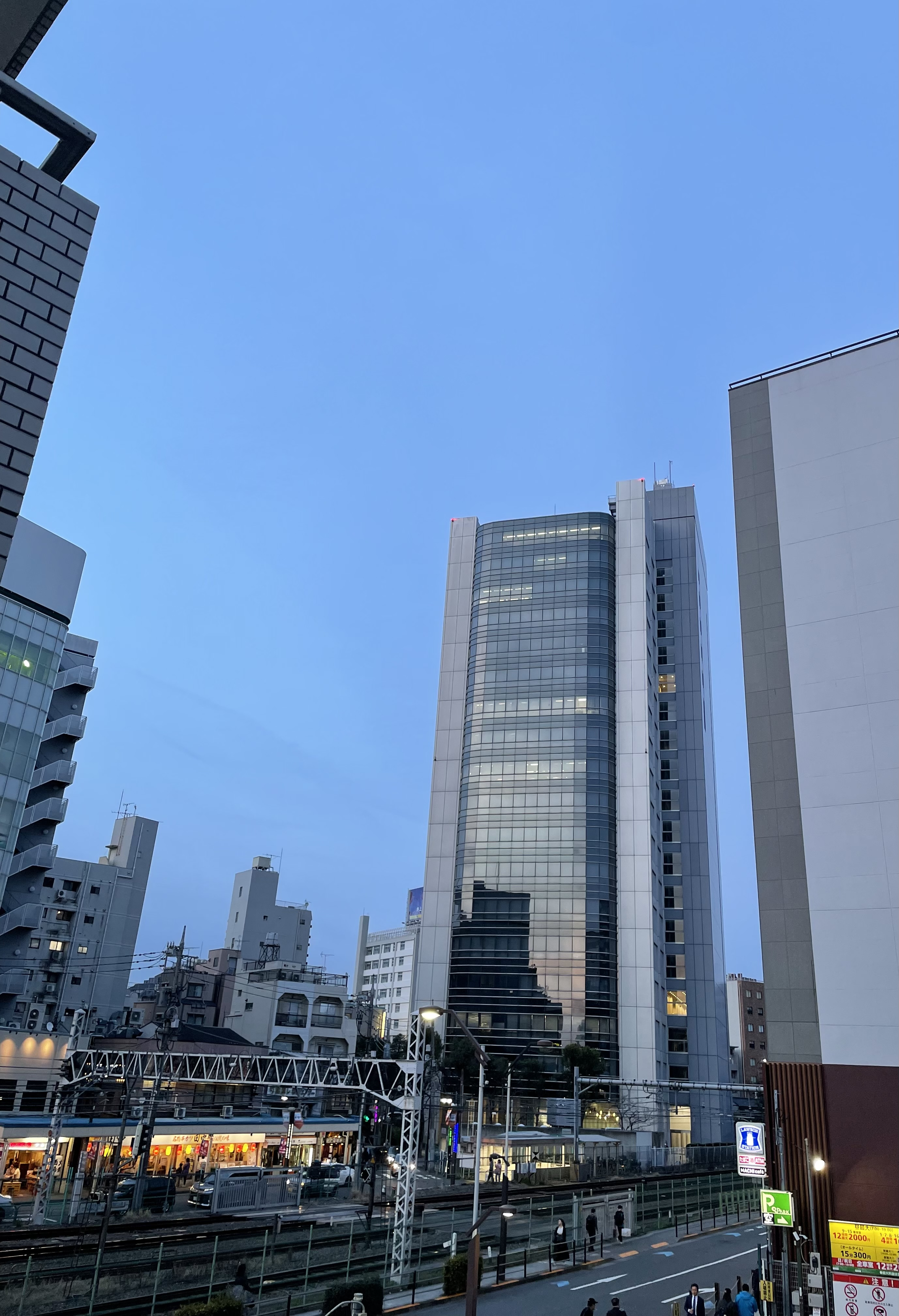

— японский совместный холдинг, основанный в 2011 году представителями трёх анимационных студий Sanzigen, Ordet и Trigger. В 2012 году в состав холдинга вошла студия Liden Films. Ultra Super Pictures также является инвестором (5 %) и совладельцем анимационной студии ENGI, которая была основана в 2018 году корпорацией Kadokawa Corporation.

## Ultra Super Anime Time
В марте 2015 года было объявлено о запуске 30-минутного программного аниме-блока под названием Ultra Super Anime Time, трансляция которого началась 3 июля 2015 года на телеканалах Tokyo MX и BS11.